# Sánchez (Samaná)
Sánchez ist eine Stadt in der Provinz Samaná der Dominikanischen Republik.
Die Stadt mit etwa 25.000 Einwohnern liegt im nordwestlichen Winkel der Bucht von Samaná. Von dort führt eine malerische, kurvenreiche, aber gut ausgebaute Landstraße über einen Gebirgszug zum 14 km entfernten Badeort Las Terrenas. Außerdem ist Sánchez der Ausgangspunkt für Bootsausflüge zum dominikanischen Nationalpark Los Haitises an der Südseite der Bucht von Samaná.

## Söhne und Töchter
- Joaquín Jiménez Maxwell (1935–2011), Journalist
- Héctor Rafael Rodríguez Rodríguez (* 1961), Erzbischof von Santiago de los Caballeros